# Massimo Ghiacci
Massimo Ghiacci, detto Ice (Reggio Emilia, 5 luglio 1967), è un musicista e bassista italiano, dal gennaio 1992 nei Modena City Ramblers.

## Biografia
Laureato in economia e commercio, suona dal 1989 al 1991 nei Plutonium 99. Nel 1992 entra nei Modena City Ramblers, di cui rimane uno dei membri storici. Nel tour 2008 che segue all'uscita del disco Bella ciao - Italian Combat Folk for the Masses, suona anche il sassofono. Partecipa insieme a Luca Giacometti al progetto Gaby and the Batmacumba, gruppo demenziale che si scioglie alla morte di Luca Giacometti.
Lavora anche come DJ a K-rock Radio Station di Scandiano (RE). Il 7 novembre 2008 è uscito Come un mantra luminoso, il suo primo album solista, in cui oltre al basso suona banjo, mandolino, tastiere e chitarre.
Nel 2015 fonda insieme al chitarrista dei Nuju Marco Goran Ambrosi i La Rosta, ispirandosi nel nome ad un quartiere di Reggio Emilia, che propone una interessante commistione sonora tra folk e rock, e pubblica l'album Roba Lieve. Nel 2021 esce Hotel Colonial, i La Rosta diventano un trio, con l'aggiunta di Andrea Rovacchi dei Julie's Haircut.
Nel 2024  partecipa al progetto Collettivo Migrado, insieme a Davide Morandi (con lui nei Modena City Ramblers) e a Fabrizio Cariati e Marco V. Ambrosi dei Nuju. Il progetto pubblica, nell'anniversario del Naufragio di Cutro, il disco/graphic novel Io non c’ero ma ero lì, dedicato al tema della migrazione.

## Discografia

### Con i Plutonium 99
- 1990 - Plutonium 99 (LP, P99 Records/ Kom-Fut Manifesto)

### Con i Modena City Ramblers
- 1993 - Combat Folk – demotape autoprodotto
- 1994 – Riportando tutto a casa
- 1996 – La grande famiglia
- 1997 – Terra e libertà
- 1998 – Raccolti
- 1999 – Fuori campo
- 2000 - Il resto raccolto – stampato esclusivamente per il fan club
- 2002 – Radio Rebelde
- 2004 – ¡Viva la vida, muera la muerte!
- 2005 – Appunti partigiani
- 2006 – Dopo il lungo inverno
- 2008 - Bella ciao - Italian Combat Folk for the Masses
- 2009 - Onda libera
- 2011 - Sul tetto del mondo
- 2012 - Battaglione Alleato
- 2013 - Niente di nuovo sul fronte occidentale
- 2014 - 1994-2014 Venti
- 2015 - Tracce clandestine
- 2017 - Mani come rami, ai piedi radici
- 2019 - Riaccolti
- 2023 – Altomare

### Con i Gaby and the batmacumba
- 2006 - Anatomia per artisti

### Come solista
- 1996 - And Your Bird Can Sing in To The Beatles - 15 Cover Modenesi
- 2008 - Come un mantra luminoso
- 2012 - L'amore altrove in Battaglione Alleato

### Con i La Rosta
- 2015 - Roba Lieve
- 2022 - Hotel Colonial

### Con i Collettivo Migrado
- 2024 - Io non c'ero ma ero lì

### Partecipazioni
- 1997 - Gang in Fuori dal controllo: cori in Comandante
- 1999 - Brycan in Vexed fanatica: basso in Self destruction
- 2001 - Patrizio Fariselli in Lupi sintetici e strumenti a gas: testo di Pangea
- 2006 - Casa del vento in Il grande niente: cori in Sul confine.
- 2006 - Stefano "Cisco" Bellotti in La lunga notte: basso acustico in Questo è il momento e tea-chest bass in La lunga notte
- 2006 - Guido Foddis in Italia Gangbang: voce in Una canzone per Echelon
- 2007 - Graziano Romani in Tre Colori: chitarra acustica e cori in Corre Buon Sangue.
- 2007 - Ned Ludd in Lavoro e dignità: basso elettrico
- 2009 - Gli Avvoltoi in "L'altro Dio" : basso e voce in "È Tornato Fra Di Noi"
- 2014 - Davide Matrisciano in Il profumo dei fiori secchi: basso in Legni bruciati
- 2015 - Punkreas: basso in Modena-Milano contenuto in Il lato ruvido
- 2021 - Stefano "Cisco" Bellotti in Canzoni dalla soffitta: basso in la legge giusta